# M. A. Chidambaram Stadium
Il M. A. Chidambaram Stadium è uno stadio di cricket dei Chennai (India).

## Uso
Considerato tra i più importanti impianti di cricket del paese ha ospitato più volte gli incontri della nazionale indiana ed è stato sede delle coppe del mondo del 1987, 1996 e 2011. Inoltre è stato sede della finale di Champions League Twenty20 2011